# Maria Adeodata Pisani
Maria Adeodata Pisani, właśc. wł. Maria Teresa Pisani (ur. 29 grudnia 1806 w Neapolu, zm. 25 lutego 1855 w Mdinie na Malcie) – włoska benedyktynka (OSB) i kseni, błogosławiona Kościoła rzymskokatolickiego.
Była córką barona Benedetto Pisani Mompalao Cuzkeri i Vincenzy Carrano. Na chrzcie otrzymała imię Maria Teresa. Małżeństwo jej rodziców nie było udane. Ojciec był alkoholikiem, więc Marię Teresę wychowywała babcia od strony ojca mieszkająca w Pizzofalcone pod Neapolem. W przeciwieństwo do światowego życia rodziców, Maria Teresa prowadziła życie pobożne i pełne modlitwy.
Małżeństwo rodziców wkrótce rozpadło się, a Marię Teresę po śmierci babci oddano do szkoły katolickiej z internatem. Tu przyjęła I Komunię Świętą i bierzmowanie W 1820-1821 roku ojciec Marii Teresy brał udział w zamieszkach zbrojnych, za co został aresztowany i skazany na śmierć. Wyrok zamieniono jednak na wygnanie i Benedetto przeniósł się na Maltę. W 1825 Maria Teresa wraz z matką dołączyły do niego do Rabatu na Malcie.
Wbrew woli rodziców 16 lipca 1828 roku Maria Teresa wstąpiła do benedyktyńskiego klasztoru św. Piotra w Mdinie, gdzie przyjęła imię zakonne Maria Adeodata.
Maria Adeodata wspierała głodujących i pomagała ubogim. 30 czerwca 1847 roku podjęła obowiązki mistrzyni nowicjatu, a także została wybrana opatką. Po dwóch latach, gdy jej kadencja dobiegła końca, wybrano ją na asystentkę zakonu.
Zmarła po długiej chorobie serca w opinii świętości.
Została beatyfikowana przez papieża Jana Pawła II w dniu 9 maja 2001.